# Catarata de Mongayo

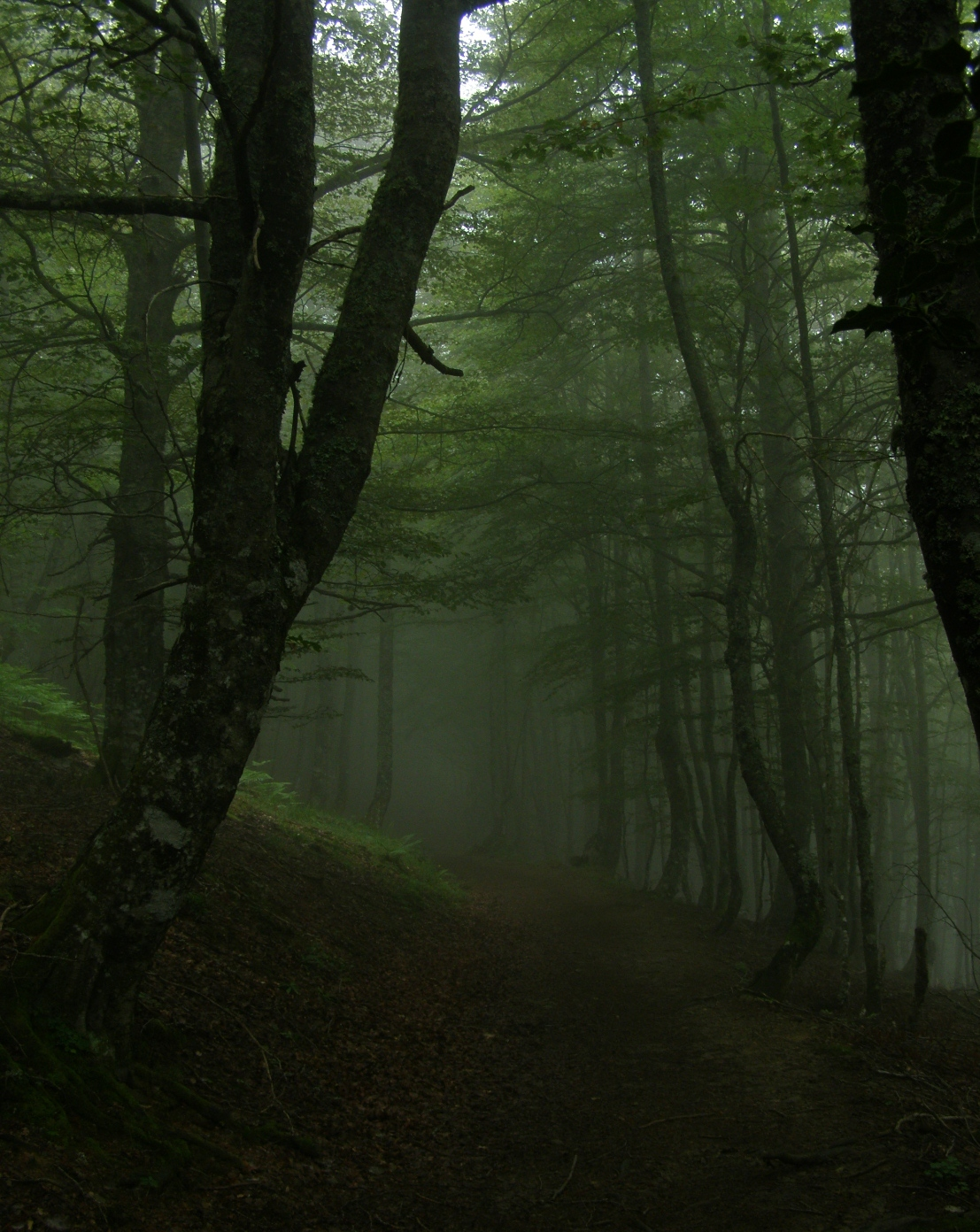
El hayedo de Monte Saperu.

La catarata de Mongayo (en asturiano: Tabayón del Mongayu), es un salto de agua de 60 metros de altura, considerado cómo Monumento Natural y situado en el Parque Natural de Redes, en el concejo asturiano de Caso, y a la que se puede llegar a través de un sendero que parte del pueblo de Tarna. Esta cascada está originada por la Riega Mongayo cerca de la localidad de La Campona y es el corte de un circo glaciar.
En un principio, la zona dónde se halla la cascada era de acceso restringido, por lo que antes de realizar esta ruta había que ponerse en contacto con la Administración del Parque (en el centro de interpretación de este, situado en la localidad de Campo de Caso) para solicitar la oportuna autorización. Sin embargo, con la declaración del II PRUG del parque natural de Redes esta ruta pasa a ser autorizada.
Poco después del inicio, la senda se bifurca y si seguimos la bifurcación nos llevará a los Rebollos de Llanu'l Toru, dos enormes ejemplares de roble albar con un tronco de 20 metros de perímetro situados en el corazón del bosque.
De vuelta a la senda principal, esta atraviesa el hermoso hayedo de Monte Saperu hasta finalmente llegar al pie de la bella cascada del Taballón, que originada por el arroyo del Mongayu y enmarcada por el bosque se despeña desde unos 60 metros.

## Flora y fauna
La flora de la zona es rica en brezo blanco, hayedos y abedulares. También hay gran cantidad de acebos. La fauna que se puede encontrar es la misma que la de resto del parque, entre la que destacan el oso pardo, el urogallo cantábrico, el alimoche y el águila real (Aquila chrysaetos). 
Declarado monumento natural el 22 de mayo de 2003.